# Tränningens naturreservat

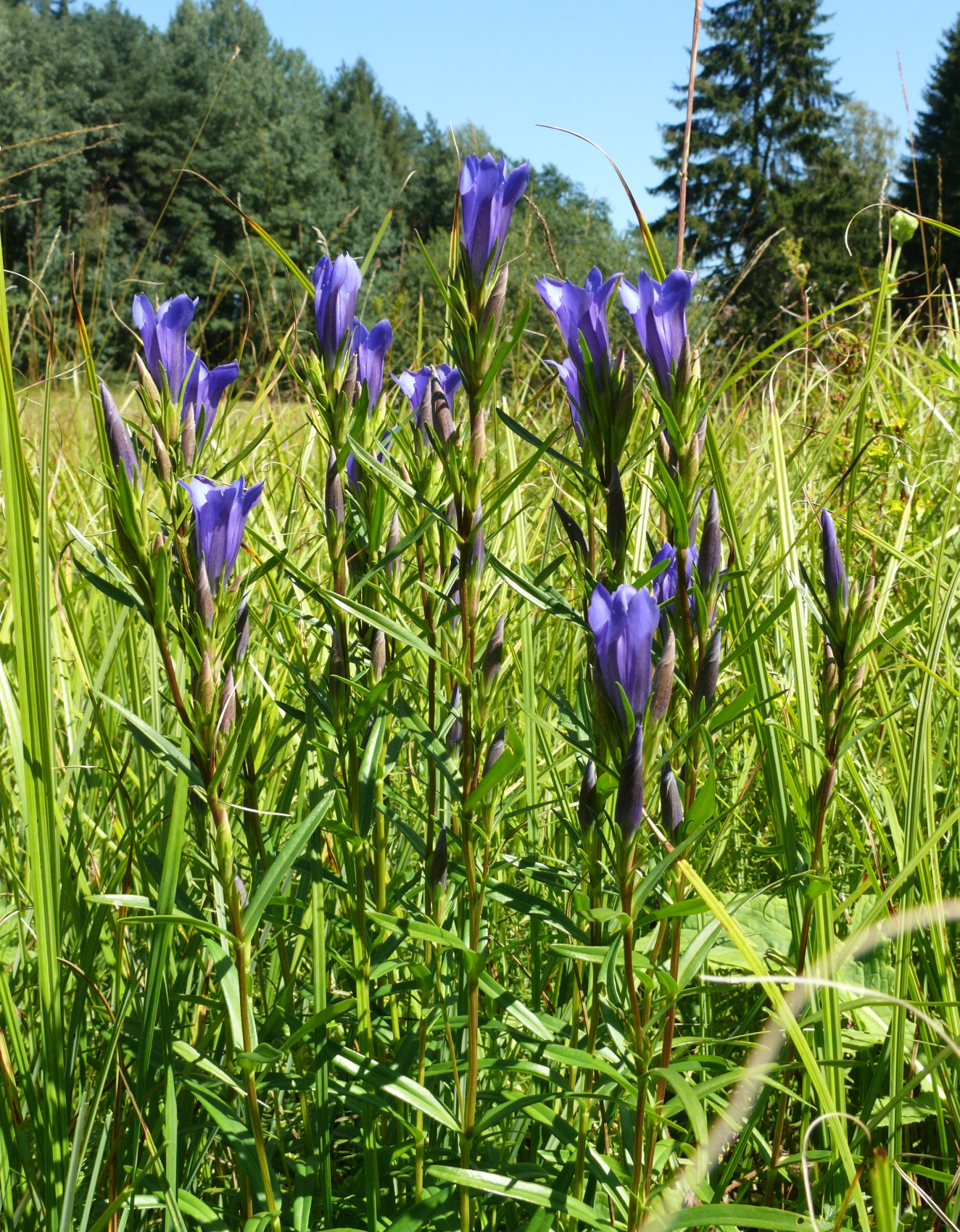
Klockgentiana

Tränningen är ett naturreservat i Bredareds socken i Borås kommun och Nårunga socken i Vårgårda kommun i Västergötland.
Det 196 hektar stora reservatet består av gammelskogar, myrmarker och sjöarna Lilla och Stora Tränningen samt Baståsasjö. Inom området finns Kringelmossen och Kroksmossen med omgivande skogar. Den gamla tallskogen är 130-160 år. I
fuktigare partier av området växer mer gran och där finns kattfotslav och stor revmossa. Där finns tjäder, ljungpipare, tofsmes och svartmes. Inom området växer ljungögontröst och klockgentianan och i dess anslutning förekommer fjärilen alkonblåvingen. 
Vid torplämningen Tränningen finns hagmarker.  
Reservatet förvaltas av Västkuststiftelsen och är skyddat sedan 2011.